# Krakkó kerületei
Krakkó kerületei Krakkó helyi önkormányzati és közigazgatási egységei.
A város 1000 éves történelme során különböző települések növekedése és egyesülése révén fokozatosan érte el mai méretét. A hosszú történeti fejlődés nemcsak a népesség összetételében, a városszerkezetben vagy az utcaképben, de az igazgatás területén is nyomot hagyott. Az egyes településrészek határai és nevei gyakran régi városrészekre vagy falvakra utalnak.
A legutóbbi közigazgatási reform 1990-ben zajlott Lengyelországban. Akkor Krakkó egyes kerületei is politikai autonómiával rendelkező, demokratikus helyi önkormányzatokat alakítottak.

## Történelmi városnegyedek

Krakkó területi fejlődése

Krakkó legősibb részei a 18. század végén egyesültek. Ezek:
- az Óváros a Wawellel (a királyi várral és a Waweli székesegyházzal), körülöttük az egykori városfal vonalánál fekvő Planty nevű parkkal,
- Nowy Świat, Piasek, Czarna Wieś az Óvárostól nyugatra, napjainkban a Három Jós Útja (Aleja Trzech Wieszczy) vezet arra
- a Stradom keresztény és a Kazimierz zsidó negyed a Waweltől délkeletre,
- Kleparz az Óvárostól északra,
- Okół az Óvárostól délre.

Az osztrák uralom alatt és a Krakkói Köztársaság idejében gyakran változott a közigazgatási felosztás. A város határai mégsem változtak, annak ellenére, hogy Krakkó fejlődött és a népesség száma emelkedett. A város területe csak 1910-1915 körül kezdett gyarapodni Juliusz Leo polgármester idején. A terület majdnem hétszeresére nőtt és a várost 22 kerületre osztották úgy, hogy 14 új kerületet alakítottak ki.
Az 1941. évi városszervezéskor további új területeket csatoltak a városhoz, amelyeken 30 új kerületet hoztak létre. Ezzel 52-re nőtt a kerületek száma.
A második világháború után, 1951 és 1973 között az alábbi kerületekre oszlott a város: Óváros, Zwierzyniec (szó szerint „állatkert”, de egy kerület neve), Kleparz, Grzegórzki, Podgórze (eredetileg az Osztrák–Magyar Monarchia idején alakult ki), Nowa Huta (a kommunista rezsim munkásvárosa a fémmű körül). 1973-ban két további kerületet alakítottak ki: Śródmieście, és Krowodrza.

## Kerületek 1990 óta
Krakkóban 1990-ben 18, önkormányzattal rendelkező kerületet alakítottak ki, ezeket római számmal jelölik. Egyesek elnevezéséről ma is viták folynak. 2014-ben az egyes kerületek jellemzői a következők voltakː

Kerületek Krakkóban 1990-től

| Szám   | Név                      | Terület (ha) | Állandó lakosok száma | Népsűrűség (fő/km²) |
| ------ | ------------------------ | ------------ | --------------------- | ------------------- |
| I.     | Stare Miasto             | 556,76       | 35 573                | 6382,82             |
| II.    | Grzegórzki               | 584,52       | 29 230                | 5000,68             |
| III.   | Prądnik Czerwony         | 643,79       | 47 775                | 7420,90             |
| IV.    | Prądnik Biały            | 2341,87      | 69 135                | 2952,13             |
| V.     | Krowodrza                | 561,90       | 31 870                | 5671,83             |
| VI.    | Dzielnica VI Bronowice   | 955,96       | 23 465                | 2454,60             |
| VII.   | Zwierzyniec              | 2873,10      | 20 454                | 711,91              |
| VIII.  | Dębniki                  | 4618,87      | 59 395                | 1295,92             |
| IX.    | Łagiewniki-Borek Fałęcki | 541,51       | 14 859                | 2743,99             |
| X.     | Swoszowice               | 2560,40      | 25 608                | 1000,16             |
| XI.    | Podgórze Duchackie       | 954,00       | 52 859                | 5540,78             |
| XII.   | Bieżanów-Prokocim        | 1847,39      | 63 026                | 3411,62             |
| XIII.  | Podgórze                 | 2566,71      | 34 045                | 1326,41             |
| XIV.   | Czyżyny                  | 1225,68      | 26 699                | 2178,30             |
| XV.    | Mistrzejowice            | 559,00       | 53 015                | 9483,90             |
| XVI.   | Bieńczyce                | 369,90       | 42 633                | 11525,55            |
| XVII.  | Wzgórza Krzesławickie    | 2381,55      | 20 303                | 852,51              |
| XVIII. | Nowa Huta                | 6540,99      | 54 588                | 834,55              |

## Fordítás
- Ez a szócikk részben vagy egészben a Podział administracyjny Krakowa című lengyel Wikipédia-szócikk ezen változatának fordításán alapul.  Az eredeti cikk szerkesztőit annak laptörténete sorolja fel. Ez a jelzés csupán a megfogalmazás eredetét és a szerzői jogokat jelzi, nem szolgál a cikkben szereplő információk forrásmegjelöléseként.